# Лузянин, Геннадий Сергеевич
Геннадий Сергеевич Лузянин (1935, д. Дуборваны, Верховинский район, Кировская область — 2009) — советский хозяйственный, государственный и политический деятель.

## Биография
Родился в 1935 году в деревне Дуборваны, Верховинский район, Кировская область. Член КПСС.
С 1958 года — на хозяйственной, общественной и политической работе. В 1958—2010 гг. — оператор по добыче нефти и газа, заведующий механической мастерской, старший инженер, начальник цеха, заведующий нефтепромыслом, начальник Заволжского нефтегазодобывающего управления, главный инженер, генеральный директор ПО «Саратовнефтегаз», генеральный директор АО «Саратовнефтегаз», советник генерального директора, председатель Совета директоров АО «Саратовнефтегаз».
Избирался народным депутатом России. Делегат XXVI съезда КПСС.
Жил в Саратове, скончался 9 февраля 2009 года.